# Fudeya Tōkan

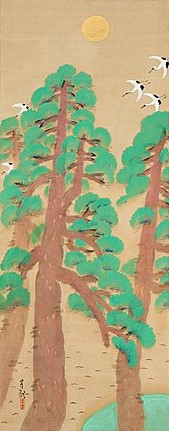
Kiefern

Fudeya Tōkan (japanisch 筆谷 等観; geboren 21. Januar 1875 in Otaru (Präfektur Hokkaidō); gestorben 10. November 1950) war ein japanischer Maler der Nihonga-Richtung.

## Leben und Werk
Fudeya Tōkan studierte Malerei im „Japanischen Stil“ (Nihonga) und an der Abteilung für Japanische Malerei unter Hashimoto Gahō an der „Tōkyō bijutsu gakkō“ (東京美術学校), einer der Vorläufereinrichtungen der heutigen Universität der Künste Tokio, und machte im Jahr 1900 seinen Abschluss. Er schloss sich einer Gruppe von jungen Künstlern an, die im Stadtteil Ōkubo von Tokio lebten, und die sich in der „Ōkubo ittō“ (大久保一党) zusammenfanden.
1914 beteiligte sich Fudeya an der Wiederbelebung des Nihon Bijutsuin. Er wurde im selben Jahr zur ersten „Inten“ –Ausstellung mit dem Bild „Teikai“ (低徊) – etwa „Niederes Umherwandern“ zugelassen und  wurde zugleich „Freund des Bijutsuin“. Er stellte weiter regelmäßig aus und wurde 1916 als Mitglied aufgenommen. 1931 war er auf der Ausstellung japanische Malerei 1931 in Berlin zu sehen.
Nach dem Zweiten Weltkrieg stellte Fudeya auf der „Nitten“ aus. Neben Landschaftsbildern malte er Bilder mit buddhistischen Themen. Weitere Bilder sind „Kugyō yori jōdō e“ (苦行より成道へ) – „Von der Buße hin zum richtigen Weg“, „Ryūtō“ (龍灯) – „Drachenlaterne“, „Gojōgen“ (五丈原) – „Wuzhang Hochebene“, „Kyūnan“ (救難) – „Errettung“.

## Bilder

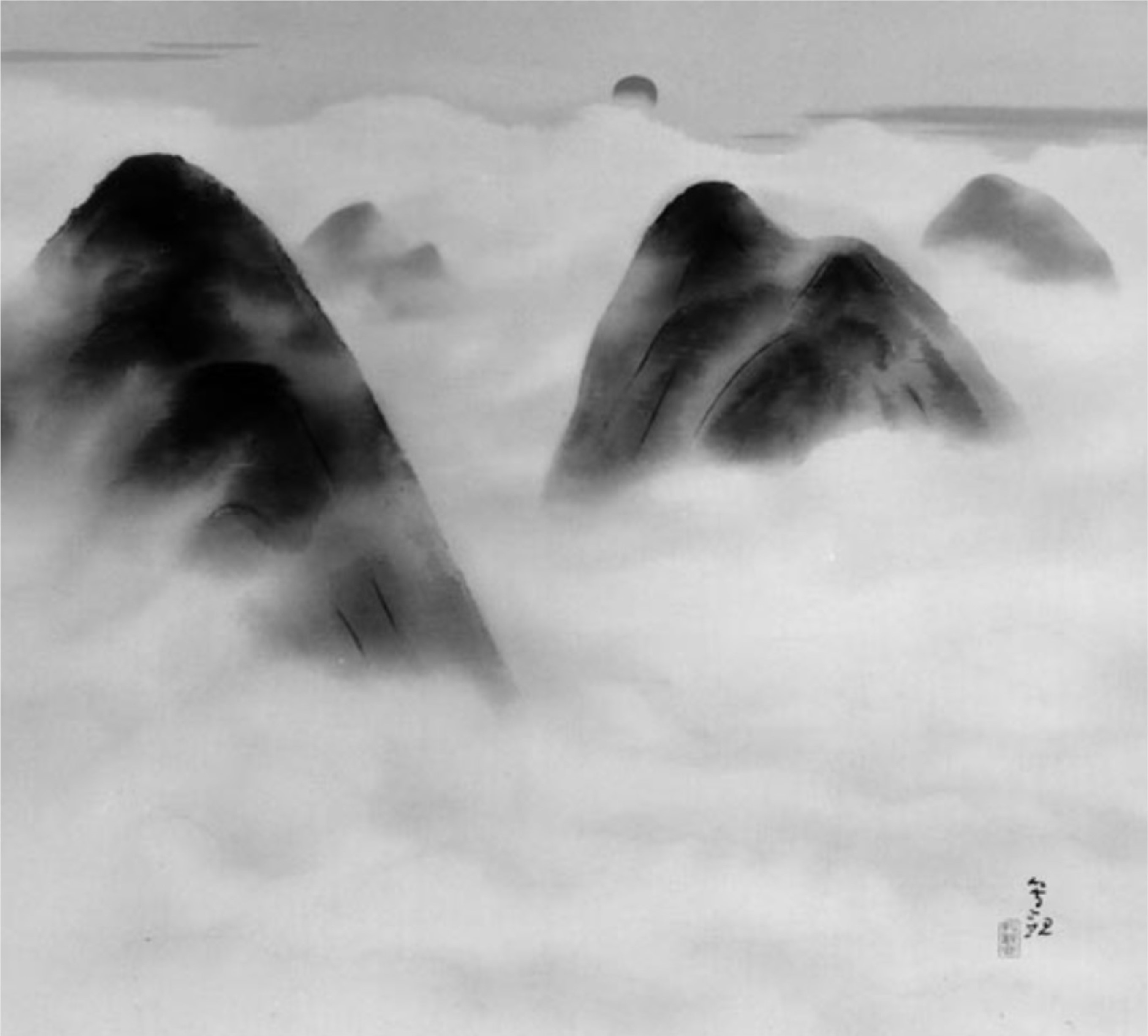
Berge
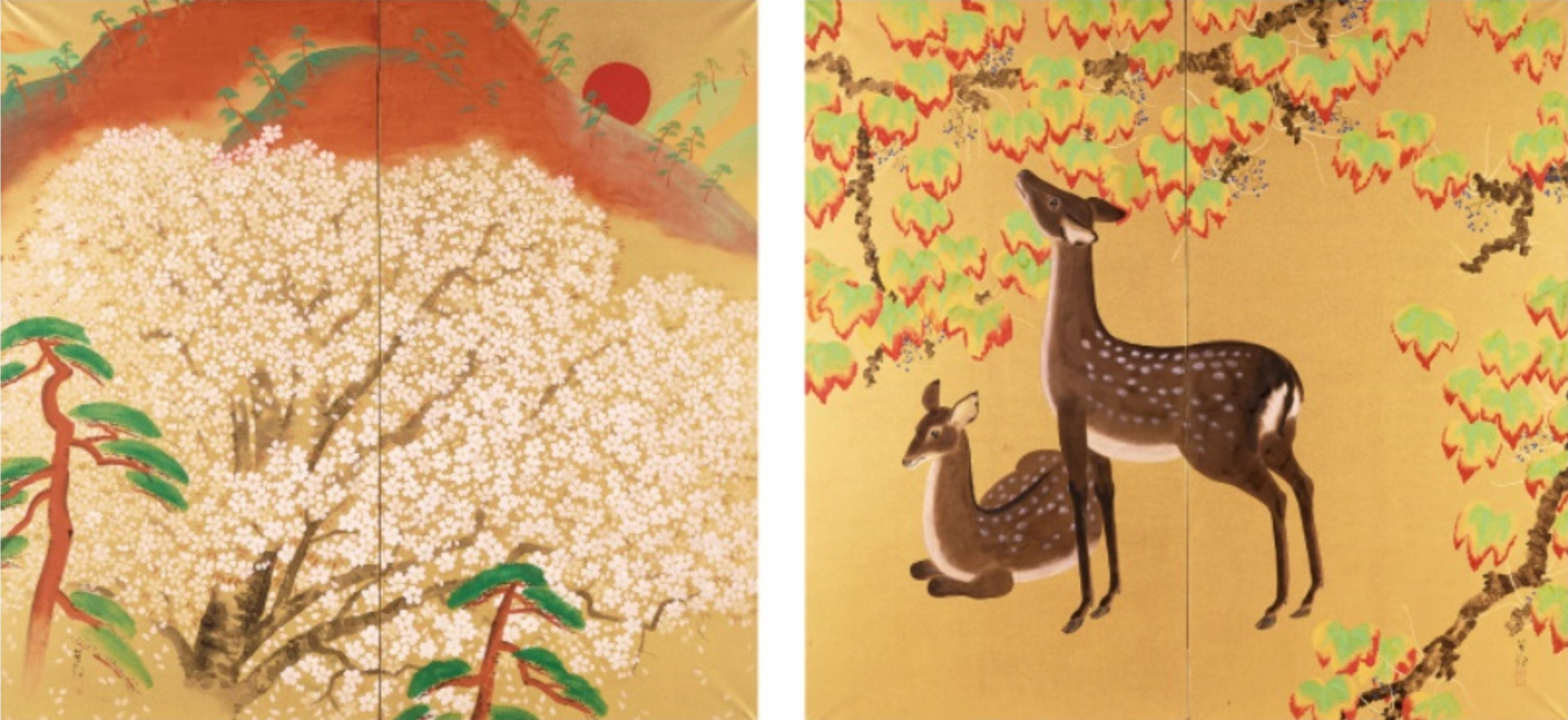
Yoshino im Frühling (Stellschirm-Paar)
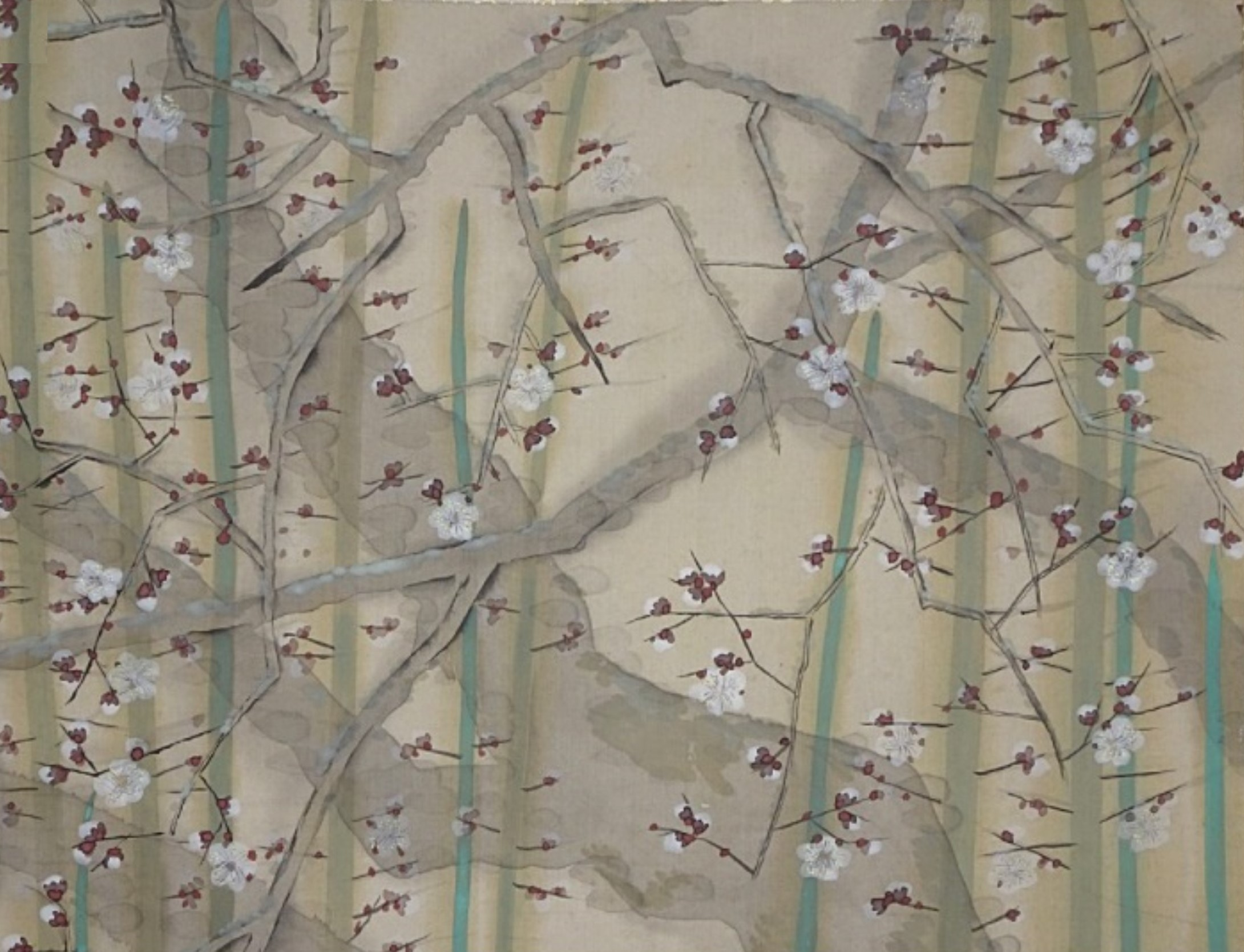
Im Wald
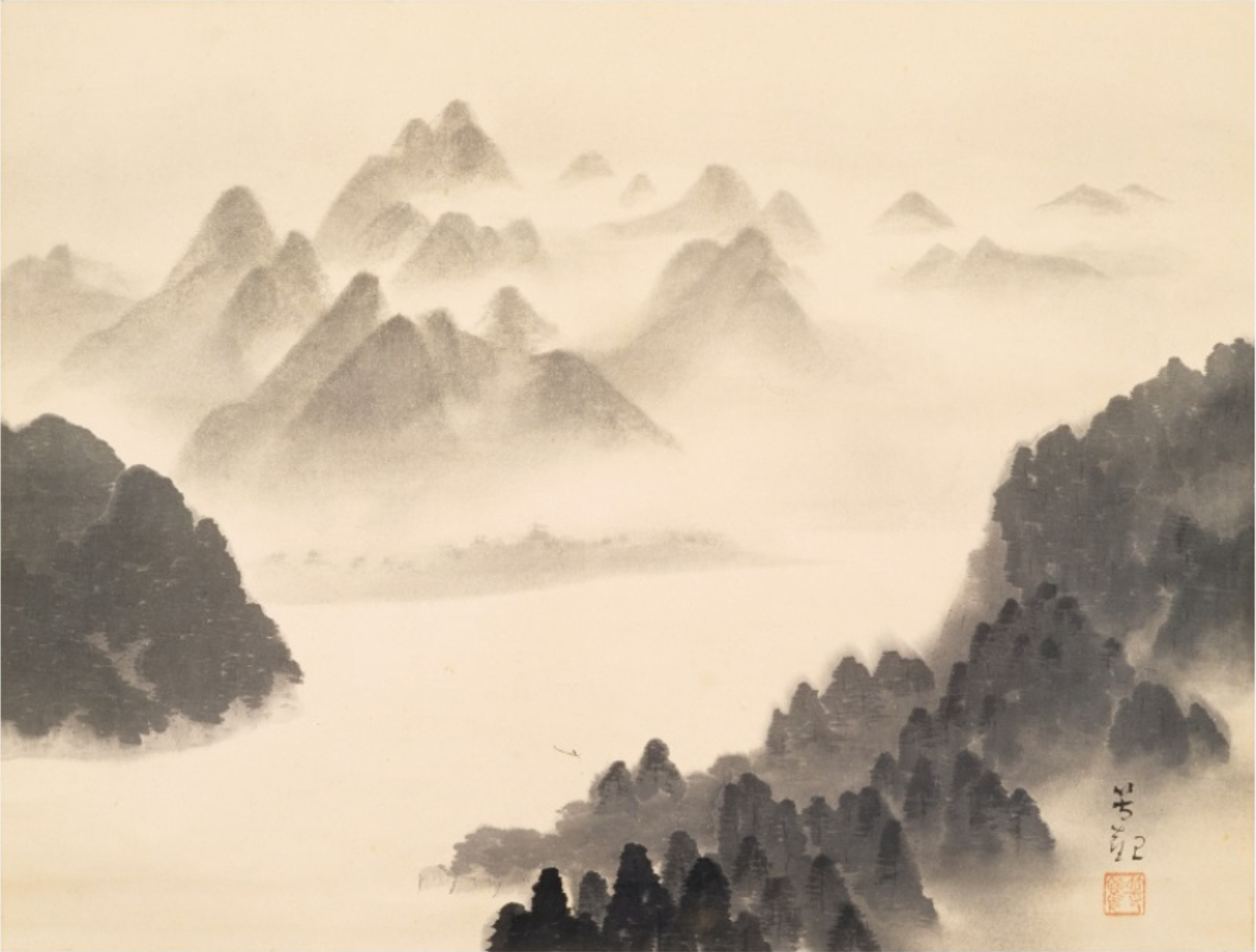
Bergsee nach dem Regen